# Marchantiopsida
Marchantiopsida är en klass inom divisionen levermossor.